# Стара жінка (Джорджоне)
«Стара́ жі́нка» (італ. Vecchia) — портрет італійського живописця Джорджоне (1477—1510), майстра венеційської школи. Написаний приблизно у 1508 році. З 1856 року зберігається в колекції Галереї Академії у Венеції.

## Історія
Разом із «Грозою» ця робота входила до колекції Габріеля Вендраміна і призначалася для славнозвісної «кімнатки із мотлохом» в його палаці Санта-Фоска. У 1856 році картина була придбана імператором Австрійської імперії Францем Йосифом I, який подарував її Галереї Академії. Протягом майже тридцяти років вона вважалася «портретом матері Тіціана у манері Джорджоне», поки не була остаточно атрибутована як твір Джорджоне.

## Опис
Джорджоне, художню манеру котрого перейняв молодий Тіціан, зовсім не вважався сучасниками тим «першим майстром», славу якого він здобув у прихильників мистецтва XIX—XX століть. XXI століття погоджується з його репутацією великого художника, що передчасно пішов з життя, який залишив таємничі, сповнені м'якої гармонії і поезії полотна.
На полотні зображена літня жінка, що стискає в руці смужку паперу, на якій можна прочитати: «З часом», і яка вказує на себе. Очевидно, йдеться про алегорії, що наводять на роздуми про нещадний біг часу і тлінність земної краси. Крім символічного сенсу, показаний незвичайний портрет, що відрізняється винятковою природністю і сповнений гіркої меланхолії, яка відображається у втомлених очах жінки; в її обличчі, безжально посіченим часом, можна вгадати ледь вловимі сліди колишньої краси.